# Kayamandi
Kayamandi is een township aan de rand van Stellenbosch, vlak bij Kaapstad, Zuid-Afrika. Kayamandi betekent thuis best in het Xhosa.

## Geschiedenis
In 1994, met de afschaffing van apartheid, kregen alle inwoners van Zuid-Afrika freedom of movement. Dit betekende dat voornamelijk arme zwarten van het noorden en het oosten naar het westen vertrokken om daar te werken in de akker- en wijnbouw of in Kaapstad zelf. In enkele jaren tijd was er sprake van overbevolking in Kayamandi. Rondom het stenen centrum ontstonden een enorme hoeveelheid aan zelfgebouwde woningen. Deze huisjes hadden geen riolering en nauwelijks sanitaire voorzieningen.

## Huidige situatie
De bevolking van Kayamandi groeit tot nog altijd en daarmee ook de problemen. Anonimiteit, werkloosheid en armoede vormden de basis voor berovingen, alcoholmisbruik, inbraken, verkrachtingen en zelfs moord. Ook hiv/aids vormt een groot probleem in Kayamandi. Naar schatting minimaal 25 % van de bevolking lijdt eraan, waaronder veel baby's en jonge kinderen. De problemen rondom hiv-aids zijn enorm en er is een enorm gebrek aan medicijnen.

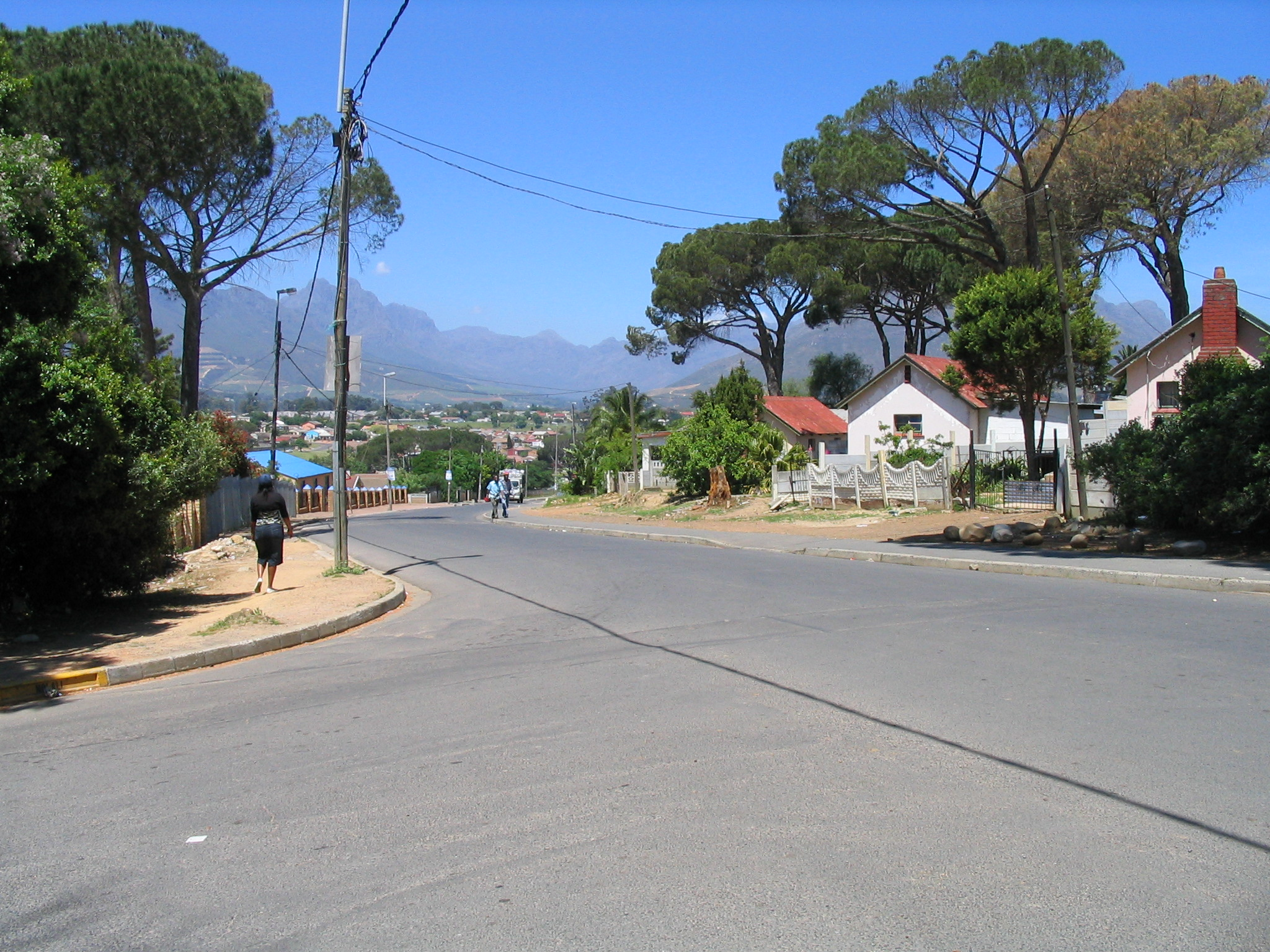
Masithandane Straat, Kayamandi

## Scholing
Kayamandi heeft een lagere school: de Ikaya Primary School. In Kayamandi is ook een highschool genaamd de Kayamandi Highschool. Het hoofdgebouw staat in het centrum van het township en er is nog een noodgebouw bij de ingang van het township. De leerlingen zitten ongeveer met zestig leerlingen in de klas in relatief kleine lokalen. Het percentage van de leerlingen dat naar school gaan is niet precies bekend, maar men denkt dat rond de 20 a 35 procent naar school gaat.